# ГЕС Спрінг-Крік
ГЕС Спрінг-Крік — гідроелектростанція у штаті Каліфорнія (Сполучені Штати Америки). Розташована після ГЕС Judge Francis Carr і становить нижній ступінь дериваційного гідровузла, що живиться ресурсом із річки Триніті (дренує західний схил гір Кламат та впадає ліворуч до річки Кламат, яка завершується на узбережжі Тихого океану за пів сотні кілометрів на південь від кордону зі штатом Орегон).
Відпрацьована на попередній станції вода потрапляє у сховище Віскітаун-Лейк, створене на Clear Creek, правій притоці річки Сакраменто (дренує північну частину Центральної долини та завершується у затоці Сан-Франциско). Цей резервуар з об'ємом 297 млн м3 утримує земляна гребля висотою 86 метрів та довжиною 1219 метрів.
Зі сховища в північно-східному напрямку прокладено дериваційний тунель діаметром 5,6 метра та довжиною 3,9 км (включаючи сифон довжиною 1 км з діаметром 5,2 метра для переходу через долину Рок-Крік), який перетинає водорозділ із Спрінг-Крік — ще однією правою притокою Сакраменто. Після вирівнювального резервуару тунель переходить у напірний водовід довжиною близько 1 км, що подає ресурс до спорудженого на правому березі Спрінг-Крік машинного залу.
Основне обладнання станції становлять дві турбіни типу Френсіс потужністю по 90 МВт, які використовують напір у 173 метри та в 2017 році забезпечили виробництво 449 млн кВт-год електроенергії.
Відпрацьована вода потрапляє до Спрінг-Крік, яка невдовзі впадає до Сакраменто на ділянці ГЕС Кесвік. Дещо вище від машинного залу Спрінг-Крік перекрили земляною греблею Спрінг-Крік-Дебріс висотою 60 метрів та довжиною 338 метрів. Вона утворила водойму з об'ємом 7,2 млн м3, завданням якої є не накопичення ресурсу, а затримування осаду, що міг би перешкодити нормальному проходженню відпрацьованої води до русла Спрінг-Крік.